# 汉仪股份
北京汉仪创新科技股份有限公司（深交所：301270，简称：汉仪股份），前称北京汉仪科印信息技术有限公司，是一间位于中華人民共和国北京市的高新技术企业，曾经由中国印刷科学技术研究所全资持有。公司从事研究、开发、销售数字化字库和图文处理新技术产品及其配套的软硬件设备。截至目前，共开发了111款TrueType字库，其中有30款兼有OpenType版本。

## 历史沿革
- 1993年底，汉仪公司成立，时为中国印刷科学技术研究所与台讯（新加坡）有限公司合资兴办的台资企业。
- 1995年，推出首批46款系列中文字库。[4]
- 1996年12月17日，自主研发的大型数字化中文字库制作系统通过中华人民共和国新闻出版总署鉴定。[5]
- 1998年，大型数字化中文字库制作系统获得国家科学技术进步奖二等奖。[6]
- 2009年，股权发生重大变更，从外资公司转变成为隶属于中国印刷科学技术研究所的全资子公司。[7]

## 维权行动
鉴于中国字体产业版权保护不力的形势，2010年汉仪公司展开了本公司数字化字库产品的维权行动，特别针对未经授权、对汉仪字库及其相关内容进行免费下载的行为。 3月，首次状告获得成功。

## 字体范例

### 中文基本字型
- 漢儀宋[註 1]
- 漢儀黑[註 2]
- 漢儀等線[註 3]
- 漢儀圓[註 4]
- 漢儀旗黑

### 中文書法字型
- 漢儀楷體
- 漢儀仿宋
- 雪君体（2017年8月發佈[10]）
- 白棋体（2001年設計開發[11]）

家书体
神工体（2000年開發[12]）
秀英体
黑咪体（1996年設計開發，有簡體、繁體兩個版本[13]）

上述所有字體有分簡體及繁體。